# عباس حری
دکتر عباس حُرّی (زادهٔ ۱۵ اسفند ۱۳۱۵ در مشهد — درگذشتهٔ ۷ اردیبهشت ۱۳۹۲ در تهران)، دانشمند علوم کتابداری و اطلاع‌رسانی و استاد دانشگاه تهران و طراح نظریهٔ اطلاع‌شناسی بود.

## تولد و تبار
او در سال 1315 در مشهد در خانواده‌ای روحانی به دنیا آمد. وی از نسل شیخ حر عاملی، دانشمند لبنانیِ قرن یازدهم هجری و مدفون در مشهد و صاحب وسائل الشیعه است.

## تحصیلات
در سال ۱۳۴۹ از دانشگاه مشهد در مقطع کارشناسی رشتهٔ زبان و ادبیات انگلیسی، در سال ۱۳۵۲ از دانشگاه تهران در مقطع کارشناسی ارشد رشتهٔ کتابداری و در سال ۱۳۶۰ (۱۹۸۱) از دانشگاه کیس وسترن رزرو آمریکا در مقطع دکترای کتابداری فارغ‌التحصیل شد. رسالهٔ دکتری وی در مورد مقایسهٔ شباهت‌های استنادی و شباهت واژگان نمایه برای ربط‌دادن مدارک مرتبط از حیث موضوعی بود. وی از ۱۳۵۳ استاد دانشگاه تهران شد.

## تخصص
حُرّی از اولین دانش‌آموختگان کتابداری نوین در ایران بود و در پیشبرد آموزش و پژوهش دراین رشته در کشور تلاش زیاد نمود. وی به عنوان سردبیر، مدیرمسئول و عضو هیئت تحریریهٔ چندین مجلهٔ علمی از جمله اطلاع‌شناسی فعالیت کرده‌است و نیز طراح نظریهٔ اطلاع‌شناسی است. 

## مراسم بزرگداشت
انجمن آثار و مفاخر فرهنگی، طی مراسمی در ۱۵ اسفند ۱۳۸۵، دقیقاً در هفتادمین سالروز تولد وی، از ۴۰ سال تلاش و فعالیت علمی او تجلیل به عمل آورد. وی مدتی در دانشکدهٔ روان‌شناسی و علوم تربیتی دانشگاه تهران و دانشگاه آزاد تدریس کرد.

## درگذشت
دکتر عباس حرّی روز شنبه هفتم اردیبهشت ۱۳۹۲ در سن ۷۷ سالگی درگذشت.

## گفتاورد
فرهنگ مدیریت سازمانی ما فرهنگ تعاونی نیست. مدیریت نوعی مالکیت تلقی شده‌است و مدیر کسی است که مایملک اجتماعی سازمان را در دوران مدیریت خود از خطر بهره‌وری اجتماعی مصون نگه دارد.
پیام کتابخانه، زمستان ۱۳۷۱، ص۵